# 14. etape af Giro d'Italia 2020
14. etape af Giro d'Italia 2020 var en 34,1 km lang enkeltstart, som blev kørt den 17. oktober 2020 med start i Conegliano og mål i Valdobbiadene.

## Resultater

### Etaperesultat
| \| Etaperesultat \| Etaperesultat \| Etaperesultat \| Etaperesultat \| Etaperesultat \| \| Rytter \| Rytter \| Hold \| Tid \| \| \| ------------- \| -------------------- \| --------------------- \| ------------- \| ------------- \| \| 1. \| Filippo Ganna \| Ineos Grenadiers \| 42' 40" \| \| \| 2. \| Rohan Dennis \| Ineos Grenadiers \| + 26" \| \| \| 3. \| Brandon McNulty \| UAE Team Emirates \| + 1' 09" \| \| \| 4. \| Thomas De Gendt \| Lotto-Soudal \| + 1' 11" \| \| \| 5. \| Josef Černý \| CCC Team \| + 1' 16" \| \| \| 6. \| João Almeida \| Deceuninck-Quick Step \| + 1' 31" \| \| \| 7. \| Tanel Kangert \| EF Pro Cycling \| + 1' 33" \| \| \| 8. \| Jonathan Castroviejo \| Ineos Grenadiers \| + 1' 44" \| \| \| 9. \| Wilco Kelderman \| Team Sunweb \| + 1' 47" \| \| \| 10. \| Jan Tratnik \| Bahrain McLaren \| + 2' 00" \| \| |                      |                       |          |
| |                      |                       |          |
| Kilde: ProCyclingStats |                      |                       |          |
| Etaperesultat |                      |                       |          |
| Rytter | Rytter               | Hold                  | Tid      |
| 1. | Filippo Ganna        | Ineos Grenadiers      | 42' 40"  |
| 2. | Rohan Dennis         | Ineos Grenadiers      | + 26"    |
| 3. | Brandon McNulty      | UAE Team Emirates     | + 1' 09" |
| 4. | Thomas De Gendt      | Lotto-Soudal          | + 1' 11" |
| 5. | Josef Černý          | CCC Team              | + 1' 16" |
| 6. | João Almeida         | Deceuninck-Quick Step | + 1' 31" |
| 7. | Tanel Kangert        | EF Pro Cycling        | + 1' 33" |
| 8. | Jonathan Castroviejo | Ineos Grenadiers      | + 1' 44" |
| 9. | Wilco Kelderman      | Team Sunweb           | + 1' 47" |
| 10. | Jan Tratnik          | Bahrain McLaren       | + 2' 00" |

### Klassement efter etapen
| \| Samlede stilling \| Samlede stilling \| Samlede stilling \| Samlede stilling \| Samlede stilling \| \| Rytter \| Rytter \| Hold \| Tid \| \| \| ---------------- \| ------------------ \| --------------------- \| ---------------- \| ---------------- \| \| 1. \| João Almeida \| Deceuninck-Quick Step \| 54t 28' 09" \| \| \| 2. \| Wilco Kelderman \| Team Sunweb \| + 56" \| \| \| 3. \| Pello Bilbao \| Bahrain McLaren \| + 2' 11" \| \| \| 4. \| Brandon McNulty \| UAE Team Emirates \| + 2' 23" \| \| \| 5. \| Vincenzo Nibali \| Trek-Segafredo \| + 2' 30" \| \| \| 6. \| Rafał Majka \| Bora-Hansgrohe \| + 2' 33" \| \| \| 7. \| Domenico Pozzovivo \| NTT Pro Cycling \| + 2' 33" \| \| \| 8. \| Fausto Masnada \| Deceuninck-Quick Step \| + 3' 11" \| \| \| 9. \| Patrick Konrad \| Bora-Hansgrohe \| + 3' 17" \| \| \| 10. \| Jai Hindley \| Team Sunweb \| + 3' 33" \| \| |                    |                       |             |
| |                    |                       |             |
| Kilde: ProCyclingStats |                    |                       |             |
| Samlede stilling |                    |                       |             |
| Rytter | Rytter             | Hold                  | Tid         |
| 1. | João Almeida       | Deceuninck-Quick Step | 54t 28' 09" |
| 2. | Wilco Kelderman    | Team Sunweb           | + 56"       |
| 3. | Pello Bilbao       | Bahrain McLaren       | + 2' 11"    |
| 4. | Brandon McNulty    | UAE Team Emirates     | + 2' 23"    |
| 5. | Vincenzo Nibali    | Trek-Segafredo        | + 2' 30"    |
| 6. | Rafał Majka        | Bora-Hansgrohe        | + 2' 33"    |
| 7. | Domenico Pozzovivo | NTT Pro Cycling       | + 2' 33"    |
| 8. | Fausto Masnada     | Deceuninck-Quick Step | + 3' 11"    |
| 9. | Patrick Konrad     | Bora-Hansgrohe        | + 3' 17"    |
| 10. | Jai Hindley        | Team Sunweb           | + 3' 33"    |

#### Pointkonkurrencen
| Pointkonkurrence | Pointkonkurrence | Pointkonkurrence            | Pointkonkurrence | Pointkonkurrence |
| Rytter           | Rytter           | Hold                        | Point            |                  |
| ---------------- | ---------------- | --------------------------- | ---------------- | ---------------- |
| 1.               | Arnaud Démare    | Groupama-FDJ                | 221 point        |                  |
| 2.               | Peter Sagan      | Bora-Hansgrohe              | 184 point        |                  |
| 3.               | João Almeida     | Deceuninck-Quick Step       | 83 point         |                  |
| 4.               | Diego Ulissi     | UAE Team Emirates           | 77 point         |                  |
| 5.               | Filippo Ganna    | Ineos Grenadiers            | 66 point         |                  |
| 6.               | Patrick Konrad   | Bora-Hansgrohe              | 51 point         |                  |
| 7.               | Simon Pellaud    | Androni Giocattoli-Sidermec | 50 point         |                  |
| 8.               | Davide Ballerini | Deceuninck-Quick Step       | 40 point         |                  |
| 9.               | Álvaro Hodeg     | Deceuninck-Quick Step       | 39 point         |                  |
| 10.              | Brandon McNulty  | UAE Team Emirates           | 37 point         |                  |

#### Bjergkonkurrencen
| Bjergkonkurrence | Bjergkonkurrence     | Bjergkonkurrence            | Bjergkonkurrence | Bjergkonkurrence |
| Rytter           | Rytter               | Hold                        | Point            |                  |
| ---------------- | -------------------- | --------------------------- | ---------------- | ---------------- |
| 1.               | Ruben Guerreiro      | EF Pro Cycling              | 87 point         |                  |
| 2.               | Giovanni Visconti    | Vini Zabù-Brado-KTM         | 76 point         |                  |
| 3.               | Filippo Ganna        | Ineos Grenadiers            | 48 point         |                  |
| 4.               | Jonathan Castroviejo | Ineos Grenadiers            | 45 point         |                  |
| 5.               | Jonathan Caicedo     | EF Pro Cycling              | 40 point         |                  |
| 6.               | Simon Pellaud        | Androni Giocattoli-Sidermec | 39 point         |                  |
| 7.               | Matthew Holmes       | Lotto-Soudal                | 20 point         |                  |
| 8.               | Domenico Pozzovivo   | NTT Pro Cycling             | 20 point         |                  |
| 9.               | Larry Warbasse       | AG2R La Mondiale            | 20 point         |                  |
| 10.              | Kilian Frankiny      | Groupama-FDJ                | 20 point         |                  |

#### Bedste unge rytter
| Ungdomskonkurrence | Ungdomskonkurrence     | Ungdomskonkurrence    | Ungdomskonkurrence | Ungdomskonkurrence |
| Rytter             | Rytter                 | Hold                  | Tid                |                    |
| ------------------ | ---------------------- | --------------------- | ------------------ | ------------------ |
| 1.                 | João Almeida           | Deceuninck-Quick Step | 54t 28' 09"        |                    |
| 2.                 | Brandon McNulty        | UAE Team Emirates     | + 2' 23"           |                    |
| 3.                 | Jai Hindley            | Team Sunweb           | + 3' 33"           |                    |
| 4.                 | Tao Geoghegan Hart     | Ineos Grenadiers      | + 3' 44"           |                    |
| 5.                 | James Knox             | Deceuninck-Quick Step | + 7' 56"           |                    |
| 6.                 | Sergio Samitier        | Movistar Team         | + 15' 29"          |                    |
| 7.                 | Aurélien Paret-Peintre | AG2R La Mondiale      | + 21' 24"          |                    |
| 8.                 | Sam Oomen              | Team Sunweb           | + 26' 34"          |                    |
| 9.                 | Attila Valter          | CCC Team              | + 26' 51"          |                    |
| 10.                | Matteo Fabbro          | Bora-Hansgrohe        | + 27' 16"          |                    |

#### Holdkonkurrencen
| Holdkonkurrence | Holdkonkurrence       | Holdkonkurrence | Holdkonkurrence |
| Hold            | Hold                  | Tid             |                 |
| --------------- | --------------------- | --------------- | --------------- |
| 1.              | Ineos Grenadiers      | 63t 21' 41"     |                 |
| 2.              | Deceuninck-Quick Step | + 12' 58"       |                 |
| 3.              | Team Sunweb           | + 16' 20"       |                 |
| 4.              | Bora-Hansgrohe        | + 24' 59"       |                 |
| 5.              | Bahrain McLaren       | + 41' 25"       |                 |
| 6.              | Movistar Team         | + 52' 32"       |                 |
| 7.              | Trek-Segafredo        | + 56' 55"       |                 |
| 8.              | Astana                | + 1t 06' 40"    |                 |
| 9.              | CCC Team              | + 1t 07' 25"    |                 |
| 10.             | UAE Team Emirates     | + 1t 15' 12"    |                 |

## Udgåede ryttere
- Giulio Ciccone (Trek-Segafredo) – stillede ikke til start